# Lothar Pfahl
Lothar Pfahl (* 26. Juni 1948 in Gladbeck, NRW) ist ein ehemaliger deutscher Fußballspieler. Von 1971 bis 1975 spielte er in der Fußball-Regionalliga West beziehungsweise 2. Bundesliga für die SpVgg Erkenschwick. Position: Linker Verteidiger und defensives Mittelfeld.

## Laufbahn
Zur Saison 1971/72 erhielt der Landesligafußballer des SV Zweckel bei der in der Zweitklassigkeit der Fußball-Regionalliga West spielenden SpVgg Erkenschwick einen Vertrag. Als weitere Neuzugänge hatten die Schwarz-Roten vom Stimbergstadion noch Gerd Deutschmann, Karl-Heinz Korte und Horst Koschmieder zu verzeichnen. Unter Trainer Heinz Sewina debütierte Pfahl am ersten Rundenspieltag, den 15. August 1971, beim 3:1-Auswärtserfolg gegen den VfR Neuß in der Regionalliga West. Angreifer Uwe Kolitsch hatte zwei Tore erzielt und das Mittelfeld der Spielvereinigung war mit Pfahl, Dieter Walter und Manfred Friedrich besetzt gewesen. Am vierten Spieltag, den 1. September 1971, glückte ein 1:0-Heimsieg gegen den späteren Vizemeister Rot-Weiss Essen. Pfahl hatte es dabei insbesondere im RWE-Mittelfeld mit Günter Fürhoff und Diethelm Ferner zu tun. Am 23. Januar 1972 setzte sich der souveräne Meister Wuppertaler SV – 60:8 Punkte – mit einem knappen 2:1-Erfolg vor 11.000 Zuschauern in Erkenschwick durch. Dabei setzte sich Pfahl mit den WSV-Akteuren Bernhard Hermes, Herbert Stöckl und Heinz-Dieter Lömm im gegnerischen Mittelfeld auseinander. Die Runde endete für die Elf vom Stimbergstadion mit einem 3:1-Heimerfolg am 14. Mai 1972 gegen Eintracht Gelsenkirchen; Pfahl hatte dabei die 1:0-Führung erzielt. Die 22:12 Heimpunkte waren die Grundlage des sechsten Tabellenplatzes und der Mann aus Zweckel hatte 26 Ligaeinsätze absolviert und zwei Tore erzielt. Aus Verletzungsgründen kamen in den zwei letzten Jahren der alten zweitklassigen Regionalliga 1972/73 und 1973/74 lediglich noch 16 (1) weitere Ligaeinsätze für Pfahl hinzu.
Im ersten Jahr der neu eingeführten 2. Bundesliga, 1974/75, gehörte der Defensivallrounder aber wieder mit 30 (1) Einsätzen der Erkenschwicker Stammbesetzung an. Unter den Trainern Heinz Murach (bis November 1974) und seinem Nachfolger Fritz Langner belegten die Schwarz-Roten den 16. Rang. Das Debütspiel in der 2. Liga am 4. August 1974 mit dem 2:1-Sieg bei Olympia Wilhelmshaven bestritt Pfahl als linker Verteidiger. Am achten Spieltag, den 22. September 1974, steuerte er wiederum als Verteidiger zum 5:2-Heimerfolg gegen Fortuna Köln einen Treffer bei. Mit dem Einsatz am 38. Spieltag, den 15. Juni 1975, bei der 0:2-Niederlage beim FC St. Pauli verabschiedete sich Pfahl aus dem bezahlten Fußball. Bei der Niederlage gegen die von Horst Wohlers und Rüdiger Wenzel angeführte St. Pauli-Elf bildete er zusammen mit Lothar Philipp, Karl-Heinz Korte und Reinhold Ressemann die Verteidigung der Spielvereinigung.
Seit 1990 ist er Spieler der Traditionsmannschaft des FC Schalke 04.